# Zante (ville)
Zante, également appelée Zákynthos (en grec moderne : Ζάκυνθος), est la principale ville de l'île de Zante à l'ouest de la Grèce. C'est le chef-lieu du district régional et du dème de Zante.